# Poseidon (piroscafo 1885)
Il Poseidon  fu un piroscafo da carico e trasporto passeggeri austro-ungarico rimasta in servizio fino al 1903.

## Storia
Il piroscafo Poseidon fu costruito, con scafo in acciaio, preso il Cantiere San Marco di Trieste su commissione dello Österreichischer Lloyd. Impostato nel novembre 1883, venne varato nel settembre 1885, entrando in servizio nel gennaio 1886 sulle rotte per l'Estremo Oriente.
La nave aveva la forma classica del veliero: prua stellata, poppa tonda svasata, castello di prua, tuga, cassero. Il dislocamento del Poseidon era pari a 4.802 tonnellate di stazza lorda, aveva velocità di 14 nodi con l'apparato motore, basato su una macchina alternativa a duplice espansione, che erogava la potenza di 3.100 CV e azionava una singola elica.
La nave poteva raggiungere una velocità massima di 15 nodi. Il Poseidon effettuò il viaggio inaugurale nel 1885, e rimase in servizio sino al 1903.

### Fonti
1. 1 2 3  Lloyd's Register 1889, p. 542.
2. 1 2 3 4 5  Agenzia Bozzo.